# Équipe de Guadeloupe de football
Cet article traite de l'équipe masculine. Pour l'équipe féminine, voir Équipe de Guadeloupe féminine de football.
Maillots
L'équipe de Guadeloupe de football (Sélection de la Guadeloupe de football) n'est pas une équipe nationale mais une sélection de joueurs guadeloupéens, gérée par la Ligue guadeloupéenne de football (LGF), laquelle est placée sous l'égide de la FFF. 
Ses matchs ne sont pas officiels, la LGF n'étant pas affiliée à la FIFA. En tant que membre de l'UFC et membre de la CONCACAF, elle participe à la Coupe caribéenne des nations et, le cas échéant, à la Gold Cup : demi-finaliste en 2007, quart-de-finaliste en 2009, éliminée au premier tour en 2011 et en 2021.

## Le cadre statutaire

### La sélection
La composition d'une sélection de Guadeloupe formée de joueurs licenciés à la LGF, donc strictement amateurs, pour disputer des matchs sur un plan continental, fut rendue possible par l'accord intervenu entre la FFF et la CONCACAF, le 2 septembre 1983. Les Antilles-Guyane n'étant pas indépendantes, cet accord excluait qu'elles participent à la Coupe du monde et aux Jeux Olympiques. En revanche, elles pourraient participer aux autres compétitions organisées par la CONCACAF. Il s'agissait pour la FFF d'une action de « désenclavement » concernant les clubs affiliés à la LGF et les joueurs amateurs licenciés en Guadeloupe, mais pas les joueurs professionnels en métropole. 
La Guadeloupe, la Martinique et la Guyane n'avaient donc pas et n'ont toujours pas le pouvoir d’une fédération et ne pouvaient pas rappeler des joueurs opérant en métropole. La modification des statuts de la CONCACAF, en 1991, permit simplement aux trois ligues françaises de passer du statut de membre observateur à celui de membre associé. Ainsi, l'équipe de Guadeloupe est constituée par la LGF selon le règlement suivant, issu des statuts de la FFF (article 34, alinéa 6) : « […] Sous l'égide de la Confédération continentale concernée, et avec l'accord exprès de la FFF, ces Ligues peuvent organiser des manifestations sportives internationales à caractère régional ou constituer des équipes en vue d'y participer. »
Stricto sensu, la Guadeloupe ne dispute pourtant pas de matchs internationaux et ne peut par conséquent participer à aucune phase finale de Coupe du monde ou de Coupe des confédérations. En effet, la FIFA ne reconnaît comme seul représentant légal de la France que l'équipe de France de la FFF, Tahiti et la Nouvelle-Calédonie étant sortis du cadre sportif officiel français du fait de leur adhésion directe à la FIFA. Le directeur juridique de la FFF, Jean Lapeyre, consulté en 2011, avait indiqué qu'il ne voyait pas « comment la FIFA pourrait déroger à ses règlements quand bien même nous lui demandions de bien vouloir faire une exception. La FIFA n'acceptera pas qu'une ligue régionale, émanation de la FFF, s'engage sur un tournoi mondial. Cela reviendrait à voir deux équipes françaises sur une phase finale d'une Coupe du monde. » Les matchs de la Guadeloupe sont néanmoins officiels sur un plan continental, puisque reconnus par la CONCACAF. En 2000, Guy Roch, fraîchement élu président de la LGF, reprend à son compte l'idée de l'ancien président Rugard : sélectionner des joueurs ayant un parent ou un grand-parent originaire de l'île.
Elle participe également de 2008 à 2012 la coupe de l'Outre-Mer de football, compétition organisée par la FFF et opposant les sélections des différentes ligues ultra-marines. « La Coupe de l’Outre-mer, c’est la sélection de la Guadeloupe et pas l’équipe de la Guadeloupe qui va jouer. Je fais une petite différence entre les deux. Ne vont jouer que les joueurs amateurs licenciés en Guadeloupe », explique Guy Roch, le Président de la LGF.

### La recherche d'une plus grande reconnaissance
Aujourd'hui, la sélection guadeloupéenne ambitionnerait d'être affiliée à la FIFA afin de pouvoir participer pleinement aux compétitions internationales dont la Coupe des confédérations et la Coupe du monde de football, qui lui sont aujourd'hui interdites d'accès. 
Ce statut, accordé aux Pays d'outre-mer français, Tahiti (1990) et Nouvelle-Calédonie (2004), permettrait de convoquer officiellement les joueurs en sélection. Cette revendication est soutenue par Jack Warner, vice-président de la FIFA et président de la CONCACAF et de la CFU. Mais aucun département franco-antillais n'est aujourd'hui reconnu comme Pays d'outre-mer. 
Néanmoins, l'affiliation du Comité régional olympique et sportif de la Guadeloupe à la CANOC (organisation caribéenne qui regroupe tous les comités olympiques de la zone) va permettre à la Guadeloupe de se faire connaitre à moyen terme sur toute la scène du continent américain, avec une participation souhaitée aux prochains Jeux panaméricains, qui se dérouleront en 2027 à Lima, au Pérou.

### Critères de sélection et légitimité
"Nous avions depuis fort longtemps déjà approché des Guadeloupéens évoluant au plus haut niveau mais, hélas, nous nous sommes heurtés à la gourmandise des dirigeants de clubs professionnels qui exigeaient des sommes très élevées pour mettre leurs joueurs à notre disposition" explique Jacques Rugard, ancien président de la LGF. Car si « tout joueur retenu [en équipe de France] est à la disposition de la Fédération » (article 135, RG de la FFF), aucun article du règlement de la FFF, et à fortiori de la FIFA, ne permet la mise à disposition d'un joueur à la Ligue de Guadeloupe. Cette dernière n'a donc aucun pouvoir de subordination sur un club en dehors de sa juridiction de ligue, de surcroît si ce club possède le statut professionnel. 
"Il y a des clubs qui expriment des réticences, voire qui refusent de laisser leurs joueurs rejoindre le groupe, explique Joseph Séné, vice-président de la LGF. Pour l’instant nous devons faire avec et cela ne nous empêche pas de prouver à travers nos résultats, la richesse et la qualité du football guadeloupéen." Ainsi, à la demande du RC Strasbourg, James Fanchone, qui devait honorer sa première cape [sic] en équipe de Guadeloupe le 28 mars 2009 à Caen en amical face au Stade Malherbe, déclina l'invitation. Le club strasbourgeois ne souhaitait pas que son meilleur buteur s'expose à une blessure avec une sélection non reconnue par les instances internationales, alors que le sprint final était engagé en Ligue 2. 
Concernant les critères de sélection, une entrave à la sélection de tout joueur guadeloupéen existe dans le règlement de la Gold Cup : ce dernier n'autorise en effet la sélection de joueurs internationaux français et guadeloupéens que s'ils n’ont plus porté le maillot national de la France, en match officiel, depuis au moins cinq ans,. Ce règlement s'applique aussi à la Martinique et la Guyane, en cas de qualification pour la phase finale de la Gold Cup. Enfin, tout joueur sélectionnable doit disposer d'un passeport français. 
À l'occasion des états-généraux de l'outre-mer en France métropolitaine, la "Commission Sport" (avec en son sein le footballeur professionnel Ronald Zubar) émettait les propositions suivantes, le 14 août 2009 :
- "Inscrire dans les règlements des fédérations sportives, une disposition rendant obligatoire la mise à disposition par les clubs professionnels, des sportifs ultramarins non sélectionnés en équipe de France aux sélections régionales, lors de compétitions internationales", précisant qu'il "est nécessaire que cette mise à disposition s'opère dans un cadre réglementaire, offrant toutes les garanties, en particulier en termes d'assurance, notamment, pour les clubs professionnels d'origine."
- "Garantir la participation de ces sélections aux phases intercontinentales en cas de victoire dans une compétition internationale ; C'est ainsi qu'il est refusé à la Guadeloupe de participer à la Coupe des Confédérations organisée par la FIFA, en cas de victoire à la [Gold Cup de la] CONCACAF." [9]

Mais ces propositions se heurtent aux règlements de la FIFA, d'une part, laquelle ne reconnait qu'une équipe nationale par État et n'accepte pas la participation de sélections régionales à ses compétitions (en l'occurrence la Coupe des Confédérations). D'autre part, La FFF devrait changer ses règlements pour obliger les clubs professionnels français (quid des clubs d'autre pays ?) à autoriser la sélection d'un joueur dans une équipe régionale, au risque de voir ces mêmes clubs professionnels affiliés contester une disposition qui deviendrait contraire aux règlements d'application des statuts de la FIFA.

### L'ambition des joueurs
Y a-t-il une volonté de scission chez les joueurs guadeloupéens? Stéphane Auvray apporte un élément de réponse : "On a énormément de joueurs de qualité qui ne peuvent pas forcément s'exprimer à un niveau international. J'espère qu'un jour, la Guadeloupe pourra s'exprimer aussi elle-même sans passer par la France. [...] Ce n'est pas de la provocation. Je pense juste qu'il y a de la place pour tout le monde." [...] En 2007, on avait créé la surprise malgré notre élimination en demi-finale de cette Gold Cup contre le Mexique : on veut continuer à prouver qu'on peut faire de belles choses si on nous en donne les moyens. Administrativement, ce n'est pas toujours simple, mais on peut faire évoluer notre statut, pour être plus reconnu sur le plan international. L'exemple, c'est la Nouvelle-Calédonie, qui dispute les éliminatoires de la Coupe du monde dans la zone Océanie."
Jouer face à la France fait aussi scintiller les yeux du gardien Franck Grandel.  "On en a parlé entre nous mais c’était plus pour rigoler", concède-t-il. Les sélectionnés ne veulent pas non plus se servir de l’équipe comme caisse de résonance d'un mouvement social dans l’île. "Nous, on se contente de jouer au football", déclare Stéphane Auvray. Les supporters aussi revendiquent une double appartenance, pour preuve la création, le 3 mai 2007 à Baie-Mahault, du Club de Supporters de l'équipe de France en Gwada (le « CSEF Gwada »), dont le but est de "soutenir l’équipe de France et mettre tout en ouvre pour assurer les animations lors des manifestations nationales et internationales".
Aujourd'hui, les meilleurs joueurs guadeloupéens, nés aux Antilles ou en métropole, sont notamment Thierry Henry, Sylvain Wiltord, Nicolas Anelka, Jimmy Briand (quatre joueurs ayant des liens avec la martinique également), Olivier Dacourt, William Gallas, Louis Saha, Eric Abidal, Mikaël Silvestre, Gaël Clichy, Pascal Chimbonda, Ronald Zubar, Michaël Ciani, Étienne Capoue, Daniel Congré, Gabriel Obertan, Yoan Gouffran, James Fanchone, Jean-Alain Fanchone, Jonathan Biabiany et Yohann Thuram-Ulien. Ils ne jouent pas ou ne peuvent pas jouer pour la Guadeloupe s'ils ont porté le maillot de la France en compétition officielle à un moment donné durant les cinq ans précédant la Gold Cup.

## Histoire

### Dans l'ombre de la Martinique
La sélection de la Guadeloupe est née de la rivalité avec la Martinique dès les années 1930. La Guadeloupe jouera presque exclusivement contre la Martinique de 1934 à 1961. Une "Coupe des Caraïbes" est organisée en 1948 dont le tour final est disputé en Guadeloupe. La sélection locale se débarrassera de Haïti (1-0) et de la Guyane (7-2) avant de battre 3-0 en finale, le 20 décembre 1948, la Martinique (buts de Jacques, Veuky et Sornier). Il faudra attendre trente ans (1978) pour retrouver une Coupe des Caraïbes, cette fois-ci devenue officielle. 
La Guadeloupe participera à sa première phase finale en 1981. C’est cette même année et en 1985 qu’elle terminera troisième du tour final, toujours dans l’ombre de la Martinique (victorieuse en 1983 et gardant son titre en 1985). En 1987, 1990 et 1992, la Guadeloupe remportera le Tournoi des Black Stars, disputé annuellement à Paris. 
C’est lors du même tournoi qu’elle rencontrera sa première équipe située hors de la CONCACAF, le Togo (2-1). Le 17 mars 1989 à Pointe-à-Pitre, la Guadeloupe perd 2-0 devant le Paraguay. À ce jour, elle n’a rencontré que trois sélections hors CONCACAF (Togo ‘88, Paraguay ‘89 et Congo ‘92).
En 1993, la Martinique bat sèchement la Guadeloupe (4-1) en poule de qualification, remporte la Coupe devant la Jamaïque en finale (aux tirs au but), devenant du même coup la première sélection franco-antillaise à se qualifier pour la Gold Cup. En 1994, la Martinique bat la Guadeloupe (4-2) en demi-finale, Guadeloupéens et Martiniquais prenant finalement les 3e et 2e places, respectivement. La Coupe des Caraïbes changera de nom en 2007, pour s’appeler Digicel Cup. La Guadeloupe court toujours après le titre caribéen depuis 1948.

### Gold Cup 2007: l'exploit guadeloupéen et l'acte fondateur desGwada Boys

#### Un appel aux professionnels métropolitains
Emmenée par Jocelyn Angloma, la Guadeloupe se qualifie pour la Gold Cup 2007, la première de son histoire, le 18 janvier 2007, grâce à sa victoire sur Saint-Vincent (1-0) puis sa 4e place à la Digicel Cup 2007. Pour cette compétition qui se déroulera aux États-Unis du 6 au 24 juin 2007, elle fera pour la première fois appel à des footballeurs professionnels guadeloupéens évoluant en métropole. Dans les rues de Pointe-à-Pitre, mis à part les amoureux du ballon rond qui trépignent déjà à l’idée de voir à l’œuvre leurs sélection, peu de gens savent réellement l’importance et le prestige d’un tel événement à travers la région caraïbe et nord-américaine. Les hommes de Roger Salnot, de leur côté, n’ont que faire des on-dit. Ils ont déjà plongé dans la compétition. Leur sélectionneur n’a pas eu besoin de les motiver. 
« Les gars sont conscients de l’enjeu, de la chance qu’ils ont de pouvoir côtoyer ce niveau. Arriver là, c’est une consécration. Une chance à saisir, notamment pour ceux qui souhaitent se faire remarquer. Collectivement même si on termine 4e et dernier de notre poule, ce sera bien. Nous ne nous mettrons aucune pression inutile. Seulement celle de bien faire... et de ne pas être ridicule », déclare Jocelyn Angloma, l’ancien international français, dans les colonnes du bimensuel ultramarin Rootsports. Les joueurs guadeloupéens sont extrêmement motivés et enthousiastes. 
« Sur le papier, il faut être réaliste. Nous avons très peu de chance de nous qualifier. Dans notre groupe des formations nationales telles que le Canada, Haïti et surtout le Costa Rica nous sont supérieures. Maintenant une bonne entame de tournoi peut nous ouvrir les portes du rêve. Nous sommes conscients d’être le petit poucet de la compétition. Je pense toutefois que viser des quarts de finale est un objectif censé », émet Franck Louis, conseiller technique régional de la Guadeloupe depuis septembre 1999. Jocelyn Angloma abonde dans le même sens, toujours dans Rootsports, lorsqu’il déclare que : « Le tirage au sort de notre poule avec Costa Rica, Canada et Haïti, est très difficile [...] Nous y allons pour jouer notre va-tout. Pour faire bonne figure. Même si nous restons réalistes. Nous sommes bien sûr, sur le papier, la formation la plus faible des quatre. Mais c’est bien connu, le football peut parfois conduire à des surprises. »
Pour Franck Louis, il ne fait aucun doute que la sélection antillaise va défendre son blason. Dans les hautes sphères du football local, une stratégie d’intégration de joueurs professionnels évoluant en Europe avec de jeunes talents locaux a été défendue, afin d’arriver à rivaliser avec des sélections nationales. « On attend de joueurs professionnels qu’ils apportent leur rigueur, leur professionnalisme dans la préparation, l’entame et la gestion des moments forts d’un match. Nos joueurs locaux sont loin d’être des manchots techniquement, mais la venue des pros doit leur permettre de passer un palier. Ils vont être rassurés. Ils vont bénéficier de l’expérience de leurs coéquipiers plus habitués aux rendez-vous à enjeux. Amateurs et professionnels vont aussi prendre conscience des qualités des uns et des autres. Cette rencontre ne peut qu’être bénéfique à l’ensemble de l’équipe » avance Franck Louis.

#### Qualification pour le2etour
La Guadeloupe tombe dans le groupe A, avec le mondialiste de 2006, le Costa Rica, le Canada et Haiti. Elle joue son premier match face à Haiti le 6 juin au Miami Orange Bowl devant plus de 17 000 spectateurs (ce qui est néanmoins faible par rapport à la capacité du stade, qui est de 74 000 places). Haiti ouvre le score grâce à Mones Chery sur pénalty à la 36e minute. Mais en deuxième période, Cédrick Fiston marque un superbe but en réalisant une reprise de volée horizontale qui trompe le gardien Haitien. Le chronomètre pointe alors la 54e minute. Les deux équipes se séparent sur le score de un but partout.
Trois jours plus tard, la Guadeloupe affronte cette fois le Canada, toujours au Miami Orange Bowl, devant 25 000 personnes. La Guadeloupe ouvre le score grâce à son joueur vétéran Jocelyn Angloma, l'ancien international français. En effet, il marque un but somptueux des 25 mètres, excentré, en faisant une chandelle qui lobe le gardien canadien, trop avancé, à la 9e minute du match. 
Vingt-cinq minutes plus tard, les Canadiens égalisent grâce à Ali Gerba, bien seul dans l'axe, qui ajuste magnifiquement Franck Grandel d'une puissante reprise de volée. Mais trois minutes plus tard seulement, le tourangeau David Fleurival fait un raid au milieu du terrain avec le ballon et, à 20 mètres du but, frappe fort et trompe le portier canadien au ras du poteau. La Guadeloupe créé la sensation en s'imposant 2-1.
Le troisième match s'annonce, lui, bien plus difficile. En effet, les Guadeloupéens affrontent le Costa Rica, équipe ayant absolument besoin de s'imposer pour se qualifier pour les quarts de finale. C'est ce que l'équipe d'Amérique centrale va faire en s'imposant 1-0 grâce à un coup franc de Walter Centeno à la 13e minute, devant plus de 15 000 spectateurs, toujours au Miami Orange Bowl. Heureusement pour la Guadeloupe, elle termine dans les deux meilleurs troisièmes des groupes de cette Gold Cup 2007 et se qualifie pour les quarts de finale.

#### Les Guadeloupéens parviennent en demi-finale
La Guadeloupe a pour adversaire en quarts de finale le Honduras, sorti premier du groupe C devant le Mexique. Le match a lieu le 17 juin à Houston au Reliant Stadium, rempli à ras-bord par plus de 72 000 personnes. Les Guadeloupéens ouvrent une nouvelle fois le score grâce à Jocelyn Angloma, qui reprend de volée au point de penalty une remise de la tête d'un de ses partenaires. 
La Guadeloupe va même doubler la marque grâce au Brestois Richard Socrier, qui reprend devant le but un centre venu de la droite, d'une tête piquée qui trompe le gardien hondurien. Mais à la 70e minute, le Honduras va réduire le score grâce au meilleur buteur de la compétition, Carlos Pavón qui reprend de la tête, au point de penalty, un centre victorieux venu de la droite d'Ivan Guerrero.
Les Guadeloupéens tiendront jusqu'à la fin et se qualifieront pour les demi-finales de cette Gold Cup, un stade qu'ils n'auraient jamais imaginés atteindre pour leur première participation.
En demi-finale, les Guadeloupéens doivent se frotter au Mexique, l'une des deux meilleures équipes du continent avec les États-Unis. Cette tâche s'annonce alors difficile pour les Guadeloupéens. Le match a lieu le 21 juin au Soldier Field de Chicago, devant plus de 50 000 personnes. 
Les Guadeloupéens tiennent le match nul 0-0 en première période. Mais à la 69e minute, le défenseur Mexicain du Club América, Pável Pardo envoie une lourde frappe des 25 mètres en plein dans la lucarne de Franck Grandel. La Guadeloupe perd le match 1-0 et est éliminée. Les Guadeloupéens n'auront pas à rougir de ce magnifique parcours qui restera comme l'un des plus grands moments du football Caribéen. Le gardien de but Franck Grandel sera élu gardien de l'équipe type du tournoi.

#### La "méthode Salnot"
Roger Salnot avait réussi à obtenir une cohésion avec les joueurs professionnels, arrivés juste 10 jours avant la compétition, et l'expliquait ainsi : "Il y avait un choix à faire sur les joueurs. On a bien réfléchi. Il fallait avoir des joueurs qui pouvaient cadrer avec notre mentalité même s'ils jouaient à un échelon supérieur. Il fallait qu'ils aient la particularité, tout en étant professionnel, d'avoir un regard sur notre façon de faire et de fonctionner. Il ne fallait pas avoir des joueurs qui soient très habiles et très doués mais qui nous auraient posé problème sur le plan de la mentalité. On a donc cherché à avoir des joueurs de toutes les divisions confondues (National, D2, D1) mais avec une mentalité qui nous permette d'avoir une certaine assise morale et que le groupe se sente soudé."
"Ce qui était important pour nous, c'était d'être une équipe. Indépendamment de la qualité intrinsèque des joueurs, c'était d'avoir un groupe qui vivait bien ensemble. Je crois que la réussite que nous avons eu est passée par là en premier plan. La prospection au niveau de ces joueurs s'était faite très en amont. On y avait pensé avant, on avait consulté, vu, discuté aussi avec certains. À partir de là, on s'est fait une idée sur tout un chacun, ce qui nous a permis d'avoir un éventail suffisamment large de façon à pouvoir, en cas de défection, appeler un autre."
"Tous les joueurs que nous avons contacté ont répondu présents avec enthousiasme" indiqua le CTR Franck Louis. "Ils ont leur famille ici, ils viennent en vacances donc, ils ne sont pas en pays inconnus. Ils parlent pratiquement tous créole. Ils sont en plus très fiers de pouvoir porter les couleurs de la Guadeloupe, c’est la première chose qu’ils ont laissé transparaître. Quand on les a contactés pour la première fois, ils ont dit que, pour eux, c’était un honneur de défendre les couleurs de leur pays et qu’ils allaient tout donner". 
"Et, nous avons fait ce qu’il faut au niveau administratif avec les clubs à qui appartiennent ces joueurs pour qu’ils soient libérés et cela s’est bien passé. Pour Zubar, tout était ok. Son club était d’accord, lui également. Il s’est blessé et n’a pas pu finir la saison avec Marseille puisqu’il n’a pas joué les 2 derniers matchs. Donc il n'a pas été du déplacement avec nous. Si on s’est renforcé avec les joueurs professionnels, pour la plupart en Ligue 2, c’est d’abord pour que nous soyons au niveau parce que c’est une compétition très relevée." 
Les Guadeloupéens avaient finalement plus d'expérience dans leur sac que prévu. "Haïti s'est plaint parce qu'il [Angloma] avait déjà joué en équipe de France" poursuit Salnot. "Il y a eu un tas de réserves pour ne pas le faire prendre part à la compétition mais, comme on avait des dérogations écrites de la CONCACAF, cela a tourné court. Sur le plan du jeu et de l'engagement, il a été le modérateur, le stabilisateur de l'équipe. Il calmait les esprits quand les Sud-américains commençaient à tricher. Je pense que cela a permis à nos joueurs de ne pas tomber dans la provocation", et la Guadeloupe ne reçut aucun carton rouge. 
"En plus, un autre point a été à notre avantage. Dans cette équipe, on avait des joueurs qui maîtrisaient très bien les langues. Lui [Angloma], notamment, l'espagnol donc, il comprenait très bien le langage des uns et des autres. Cela a posé un certain nombre de problèmes à certains arbitres. Quand c'était en anglais, on avait 4 ou 5 joueurs dans l'équipe qui maîtrisaient l'anglais. Donc, on avait un contexte linguistique qui permettait à tout moment de répondre."

### Gold Cup 2009

#### Phase finale
Qualifiée pour la Gold Cup 2009, la sélection guadeloupéenne souhaite s'ouvrir le plus largement possible aux joueurs évoluant en France et en Europe. Elle organise ainsi un stage de préparation entre Paris et Caen en mars 2009 pour les joueurs guadeloupéens des championnats européens souhaitant rejoindre la sélection et dont les clubs acceptent de les mettre à la disposition de la sélection. De nombreux clubs professionnels refusent de libérer leurs joueurs. Ce stage se conclut par un match amical contre le club de Ligue 1 du SM Caen le 31 mars 2009 (défaite 1-0). Ce match de préparation permit au SM Caen de renforcer ses liens avec le football guadeloupéen, ce qui était dans l'intérêt de ce club professionnel.
Sans de nombreux joueurs professionnels (le gardien Grandel vient notamment de signer pour Dijon), la Guadeloupe aborde avec ambition la phase finale de la Gold Cup. Avec deux victoires et une place en quarts-de-finale (alors que David Fleurival est obligé de rejoindre son nouveau club de Châteauroux), cette dernière sera couronnée de succès, malgré l'absence de toute retransmission télévisée en direct par les médias guadeloupéens ou d'outre-mer français. 
Lors de cette Gold Cup, les résultats de la Guadeloupe furent les suivants : 
Matchs du premier tour (Groupe C - deux ou trois qualifiés par groupe de quatre équipes) :
- Dimanche 5 juillet : Panama 1-2 Guadeloupe, à San Francisco.
- Mercredi 8 juillet : Guadeloupe 2-0 Nicaragua, à Houston.
- Dimanche 12 juillet : Mexique 2-0 Guadeloupe, à Phoenix.

Quarts de finale :
- Dimanche 19 juillet : Guadeloupe 1-5 Costa Rica, à Dallas (Texas).

#### Une absence de médiatisation télévisuelle
Freddy Loison, vice-président de la Commission Outre-Mer de la FFF, ne comprend pas ce manque d’engouement médiatique : "Je ne me l’explique pas ! C’est consternant car c’est un événement qui touche toute la France. Ils méritent une visibilité médiatique à la hauteur de ce qu’ils sont en train de réaliser. La Guadeloupe rayonne dans la zone caribéenne grâce à son football. La France a la chance d’avoir des footballeurs qui disputent une compétition internationale, inscrite dans le calendrier de la FIFA, organisée en Amérique du Nord où le football est promis à un avenir radieux. 
Lorsque l’on évoque les Antilles françaises ne parle-t-on pas de Départements Français d’Amériques (DAF) ? Il y a nécessité d’informer davantage "l’Hexagone" de ce qui se passe en Outre Mer ! Il y a des consommateurs de sport en France et la Guadeloupe, c’est la France. Il m’est difficile de croire qu’aucune chaîne de télévision n’ait jugé utile de diffuser les matchs. Je suis curieux d’entendre leurs arguments."
Jean-François Rotardier, Président de l’association Antilles-Foot (dont la vocation est de servir de trait d’union entre les clubs et les footballeurs antillais insulaires et métropolitains), se voulait encore plus précis : "Les grandes chaînes ont des impératifs d’audimat et préfèrent cibler un public plus large avec des émissions d’envergure que la Gold Cup s’adressant à un public particulier : les Antillais. Donc, qu’une chaîne hertzienne nationale ne se soit pas portée candidate, je le conçois. Par contre, que les matchs ne soient pas retransmis depuis une chaîne thématique sportive ou une chaîne de la TNT, c’est regrettable. Je pense notamment à la chaîne France Ô, groupe de France Télévision, qui aurait pu se positionner sur la Gold Cup, un moyen pour elle de fédérer un public antillais masculin, jeune, passionné par ce genre de tournois."

#### Un problème renouvelé de légitimité
À la suite de cette élimination, le bilan du président Guy Roch fut alors sans concession : "Il y a deux bilans. Il y a le bilan positif, c'est-à-dire celui qui nous a emmené en quart de finale et puis il y a le bilan négatif. Alors pour le bilan négatif, nous ne portons pas seuls la responsabilité. Quand je dis seul, je parle du staff de la Guadeloupe. Nous avons à mettre en cause une fois de plus les hautes autorités, les instances du football et même du sport français.
Quand vous avez une compétition de ce niveau et qu’un club exige le rapatriement de son joueur au motif de préparation du Championnat qui n’a pas encore commencé… Je parle de Châteauroux qui a demandé le retour de Fleurival en pleine compétition. C’était un meneur de jeu et son absence s’est certainement fait ressentir à ce niveau de la compétition. 
Donc le bilan, reste toujours le bilan sévère que je fais vis-à-vis des instances du football de la France métropolitaine qui nous prive du goût de meilleurs résultats qui feraient honneur tant à la Guadeloupe qu’à la France. Mais avant ça nous n’avons pas pu avoir tous les joueurs que nous voulions du fait du chantage de certains présidents de club. Et quand je dis chantage, je pèse mes mots. Quelque part tout est à revoir dans notre relation de vivier de la France et de ce qui nous est fait en retour."
Jocelyn Angloma se projetait déjà vers l'avenir : "ll faut reprendre les choses et remonter un groupe. La Guadeloupe a gagné un statut en 2007, qu'elle a confirmé en 2009 en accédant aux quarts de finale. Notre objectif est de nous qualifier pour la Gold Cup 2011."

### Gold Cup 2011

#### Finalistes de la Coupe caribéenne des nations 2010
Les Gwada Boys commencèrent leur parcours lors du deuxième tour des qualifications, dans le groupe E, qu'ils survolèrent avec trois victoires en autant de matches face à Saint-Christophe-et-Niévès (2-1), Porto Rico (3-2) et la Grenade (3-0). Ils parvinrent donc à se qualifier pour la phase finale en Martinique. Placés dans le groupe du tenant du titre jamaïcain, ils éprouvèrent plus de difficultés que lors du tour précédent, en concédant un nul 1-1 face à la Guyane, suivi d'une défaite face aux Reggae Boyz (0-2). Seule une victoire par la plus petite des marges contre Antigua-et-Barbuda permit à la Guadeloupe de se hisser en demi-finales où elle dut se mesurer à Cuba. En s'imposant 2-1, les Guadeloupéens s'assurèrent une place en finale du tournoi et ce pour la première fois de leur histoire. Ils retrouvèrent sur leur chemin les Reggae Boyz qu'ils tinrent en échec 1-1 jusqu'à la séance des tirs au but qui finit par sourire aux Jamaïcains (5-4).

#### Phase finale de la Gold Cup
La place de finaliste de la Coupe caribéenne des nations 2010 octroya à la Guadeloupe un ticket pour la Gold Cup 2011 aux États-Unis. Elle fut placée dans le groupe C en compagnie de l'hôte américain, du Canada et de Panama. Cependant cette Gold Cup ne s'avéra pas aussi brillante que celle de 2007, ni même que celle de 2009, puisque les Gwada Boys furent battus à trois reprises par leurs adversaires de la poule, quittant la compétition dès le 1er tour avec un zéro pointé.
Matchs du premier tour (Groupe C - deux ou trois qualifiés par groupe de quatre équipes) :
- Mardi 7 juin : Panama 3-2 Guadeloupe, à Détroit.
- Samedi 11 juin : Canada 1-0 Guadeloupe, à Tampa.
- Mardi 14 juin : Guadeloupe 0-1 États-Unis, à Kansas City.

### Échecs consécutifs en Coupe caribéenne des nations (2012-2017)

#### L'arrivée de Bizasène
À la suite de cette Gold Cup décevante lors de l'été 2011, Roger Salnot est demis de ses fonctions, soit dix ans après son arrivée. Durant la compétition, de gros problèmes d'implication ont été pointés sur les joueurs. Certains ont pris la sélection comme un moyen de détente et non comme un moyen de défendre les couleurs du pays. Le laxisme de Salnot a été remis en cause et plus globalement le fonctionnement de la sélection, jugé trop amateur.
Steve Bizasène, ex-joueur pro qui a fait partie de l'épopée de 2007, est nommé sélectionneur à la rentrée 2011. L'ancien joueur du CS Moulien, était jusqu'alors sélectionneur de l'équipe des moins de 20 ans. Il avait réussi à les qualifier en début d'année au Championnat de la Concacaf des moins des 20 ans (une première depuis 1992). Avec le nouveau sélectionneur, la Guadeloupe espère un nouveau élan et surtout une meilleure organisation autour des Gwada Boys.
L'objectif pour le nouvel entraineur est de préparer en première instance l'année 2012 riche en évènements (Coupe de l'Outre-Mer et la Coupe caribéenne des nations). Il organise deux rassemblements pour les joueurs locaux avec notamment les joueurs de la sélection des moins de 20 ans. Il avait également prévu avec l'aide du Conseiller Technique Régional, Franck Louis d'établir un rassemblement en métropole avec uniquement les joueurs évoluant en France et en Europe au mois de décembre 2011. Profitant de la préparation des équipes africaines pour la CAN, Bizasène et Louis ambitionnaient de disputer un voire deux matchs amicaux contre ces sélections. Le Mali puis la Sierra Leone avaient été programmés mais faute de moyens, le rassemblement fut reporté puis tout simplement annulé...
Finalement, le premier match de Bizasène arrive en mars 2012, avec un amical qui n'avait que le nom puisque c'est la Martinique qui s'offre aux Gwada Boys. Une victoire 2-1 en terre martiniquaise mais qui n'a pas masqué la difficulté guadeloupéenne à produire du jeu. Steeve Bizasène ne sélectionne que les joueurs locaux pour préparer la prochaine Coupe de l'Outre-Mer qui se jouera en région parisienne au mois de septembre. Trois matchs amicaux sont organisés dont deux à domicile face à la Martinique et au Guyana, deux défaites et les mêmes problèmes qui reviennent. Le dernier match amical, joué une semaine avant le départ pour Paris, voit les guadeloupéens affronter Saint-Barthélemy, une victoire 8-1 contre un sparring partner qui montre pas le niveau réel de l'équipe. 

#### Coupe de l'Outre Mer 2012: de l'espoir aux regrets
La Guadeloupe est annoncé comme l'une des favorites de la compétition avec la Martinique et La Réunion. Les Gwada Boys, 3e en 2008 et en 2010 comptent bien cette fois-ci disputer la finale et ramener le trophée au pays. Si la victoire contre la modeste formation de Saint Pierre-et-Miquelon est une formalité (Victoire 13-0), le match contre la Guyane va montrer le double visage de la sélection. Les protégés de Steeve Bizasène mène 4 buts à zéro à la mi temps, proposant un jeu direct et rapide dévastateur. Par contre, en deuxième mi-temps, la Guadeloupe recule, commet des erreurs et se fait remonter à 4-2. Un manque de maîtrise qui lui sera fatal lors du troisième face à La Réunion.
Dans ce match annoncé comme une finale avant l'heure, guadeloupéens et réunionnais jouent la première place qualificative pour la grande finale. L'occasion rêvé pour les Gwada Boys de franchir un palier. Mais la marche sera trop haute et la Guadeloupe se prend les pieds dans le tapis. Dominé pendant la plupart du match avec quelques erreurs notamment sur le premier but réunionnais, la Guadeloupe s'incline 2-1. Elle termine 3e de la compétition en disposant comme en 2010 de Mayotte, 1-0. Une déception car l'objectif n'est pas atteint mais l'envie est toujours là car le mois suivant, la Guadeloupe commencera les qualifications de la Coupe caribéenne des nations. La route pour la Gold Cup 2013 débute...

#### Coup d'arrêt en Coupe caribéenne des nations 2012
Le mois d'octobre 2012 voit la Guadeloupe accueillir le second tour des qualifications pour la phase finale de la Coupe caribéenne des nations. Steve Bizasène doit faire oublier la déception de la Coupe de l'Outre-Mer. Pour cela, il fait appel à des joueurs jouant hors de Guadeloupe. Même s'il doit composer avec le refus du club de Beira-Mar de libérer Cédric Collet et David Fleurival, il peut compter sur des joueurs qui ont déjà porté le maillot guadeloupéen comme Loval, Gendrey, Antoine-Curier ou encore Clavier. Même le capitaine Stéphane Auvray, pourtant sans club, répond à l'appel. La surprise viendra de la convocation de Pascal Chimbonda, qui fait son grand retour trois ans après le match contre Caen en mars 2009. Le groupe de la Guadeloupe est relevé mais pas insurmontable même si on retrouve la République dominicaine, le rival martiniquais et Porto Rico, qui en août n'avait perdu que par 2-1 face au géant espagnol.
Le premier match va se transformer en un véritable cauchemar pour la Guadeloupe. La République dominicaine, jugée comme équipe la plus faible du groupe, va donner une leçon de football aux Gwada Boys. Sous-estimés par leurs adversaires, les Dominicains vont s'imposer 2-0 à la surprise générale. Touchés dans leur orgueil, les Guadeloupéens vont se rattraper en étrillant Porto Rico 4-1. Un match prouvant que la Guadeloupe a toujours deux visages. Au bilan comptable, les Gwada Boys, à une journée de la fin, se retrouvent troisièmes du groupe à un point des Dominicains et des Martiniquais. Pendant les deux jours séparant le deuxième du troisième match, Steeve Bizasène et les joueurs prônent l'union sacrée car ils se sentent peu soutenus du grand public. Une grande opération est donc lancée sur la page Facebook officielle de la Sélection ainsi que sur les chaînes de télé et radio locales appelant les supporters à venir en masse et si possible en rouge et vert (couleurs de la Guadeloupe) au Stade des Abymes pour le derby fratricide face à la Martinique.
Le samedi 26 octobre, jour du derby, le Stade René-Serge-Nabajoth affiche complet. Toute la Guadeloupe est derrière son équipe pour la voir atteindre la phase finale. Les Gwada Boys n'ont plus droit à l'erreur pour continuer leur chemin alors que la Martinique peut se contenter du match nul. Dans une ambiance de feu, la Guadeloupe ouvre la marque dans le premier quart d'heure par Clavier. Mais la Martinique - très joueuse et revancharde par rapport à la Digicel Cup 2008 et son élimination au même stade de la compétition par la même équipe et dans la même enceinte - égalise sept minutes plus tard par Germany puis prend l'avantage grâce à Parsemain. La Guadeloupe se retrouve dos au mur mais, dix minutes avant la mi-temps, Clavier égalise 2-2. La deuxième mi-temps sera de la même intensité que la première. Les actions s'enchaînent d'un but à l'autre et il n'y a quasiment pas de temps mort. Sur une attaque guadeloupéenne, la Martinique prend son rival à revers et s'en va s'inscrire le 3-2 par Gustan à la 64e minute. Les Gwada Boys ne se découragent pas et égalisent par le biais de Pascal à trois partout avant l'entame du dernier quart d'heure. Ce même Pascal qui, deux minutes plus tard, a la balle de 4-3 dans ses pieds mais dont l'hésitation empêche la Guadeloupe de prendre l'avantage. Finalement, malgré des assauts répétés sur la cage martiniquaise, les Matinino conservent le nul et se qualifient pour la phase finale aux dépens de la Guadeloupe.
C'est un véritable coup d'arrêt aux ambitions de la Guadeloupe qui rêvait de disputer une quatrième Gold Cup consécutive. Tout s'enchaîne par la suite. Dans les vestiaires, Steeve Bizasène annonce sa démission, après un peu plus d'un an à la tête de la Sélection. Stéphane Auvray, capitaine de l'équipe, annonce lui aussi qu'il arrête se disant "fatigué" et que "les Guadeloupéens doivent se prendre en main" . Cette hécatombe n'est pas anodine et les dirigeants de la Ligue guadeloupéenne de football sont clairement visés avec les départs de Bizasène et d'Auvray. Si, en 2007, la surprise de la demi-finale guadeloupéenne lors de la Gold Cup avait étonné, elle n'a pas permis à la Guadeloupe de progresser. Si cette dernière a continué à avoir des résultats sportifs - notamment la finale de la Digicel Cup 2010 - ce n'est qu'avec du bricolage et faisant preuve d'amateurisme. Preuve en est que lors de ce second tour qualificatif, les Gwada Boys se sont entraînés sur une pelouse non tondue. Le fait que la plupart des joueurs sélectionnés ne soient pas libérés par leur club entame aussi la compétitivité de l'équipe.

#### Retour de Bizasène et nouvel échec en Coupe caribéenne des nations
Guy roch parti, remplacé à la tête de la LGF par Joseph Séné, et après une année 2013 vierge de matches internationaux, la sélection repart en 2014 avec les mêmes objectifs qu'en 2012. Bizasène, démissionnaire après l'élimination prématurée en Coupe des Caraïbes, est de retour à la tête des Gwada Boys. Hôte du groupe 9 du second tour des qualifications pour la Coupe caribéenne des nations 2014, la Guadeloupe débute par une victoire 3-1 sur Saint-Vincent-et-les-Grenadines. Cependant les Gwada Boys déchantèrent dès leur deuxième match de poule en s'inclinant face au voisin et rival martiniquais sur le score de 1-2 (doublé de Faubert contre un but de Vouteau). Le troisième match, décisif, face à Curaçao semblait n'être qu'une formalité. Néanmoins, et à la surprise générale, les Curaciens s'imposèrent 1-0 sur un but de Merencia à la 90e minute, condamnant les Guadeloupéens à un deuxième échec d'affilée en Coupe caribéenne des nations.

#### L'ère Andy
Gérard Andy, ancien sélectionneur de Saint-Martin, prend les commandes de la sélection guadeloupéenne en 2015. Il réussit à franchir le 1er tour des éliminatoires de la Coupe caribéenne 2017 mais lors du 2e tour, la Guadeloupe finit à la deuxième place du groupe 2 (derrière la Martinique) avec 3 points et une différence de buts négative de -1 qui la condamne à une élimination prématurée du tournoi en tant que plus mauvais deuxième des cinq groupes de ce tour préliminaire.

### L'ère Angloma (depuis 2018)

#### Les débuts (2017-2020)
Nommé sélectionneur de la Guadeloupe fin décembre 2017, Jocelyn Angloma ne commence pas de la meilleure manière son mandat puisque les Gwada Boys sont relégués en Ligue C lors du tournoi de classement de la Ligue des nations de la CONCACAF 2019-2020 avec notamment une terrible défaite 6-0 concédée face à Curaçao, le 19 novembre 2018. 
La Guadeloupe se ressaisit en remontant en Ligue B lors de la Ligue des nations de la CONCACAF, ce qui lui donne le droit de disputer les éliminatoires de la Gold Cup 2021.

#### Gold Cup 2021
Le 6 juillet 2021, dix ans après sa dernière participation en Gold Cup, la Guadeloupe se qualifie pour la phase finale de la Gold Cup 2021 en sortant le Guatemala après une interminable séance de tirs au but (1-1, 10-9tab). Elle est placée dans le groupe C de la compétition en compagnie du Costa Rica, de la Jamaïque et du Suriname.

## Reconnaissance à l'étranger

### Reconnaissance caribéenne
Après avoir accueilli le 31e congrès de la CFU les 15 et 16 mars 2008, la Guadeloupe était candidate pour accueillir la Coupe caribéenne des nations 2010. Le président Roch et Jocelyn Angloma avaient fait de cette compétition leur priorité, affichant même des ambitions de victoire finale. De toute évidence, il s’agirait à la fois d’une reconnaissance pour le statut acquis par la sélection au niveau de la Caraïbe et d’un formidable tremplin pour la médiatisation du football guadeloupéen. 
La phase finale fut tout d'abord attribuée à Haïti mais à la suite du tremblement de terre, la Guadeloupe se repositionna pour organiser la compétition. Elle aura finalement lieu en Martinique du 22 novembre au 4 décembre 2010. La nomination fut officialisée le 1er mars 2010. Longtemps en avance dans le dossier de candidature pour l'organisation de la manifestation, la Guadeloupe se vit donc "couper l'herbe sous les crampons", les Martiniquais ayant semble-t-il construit leur dossier sur le match international France-Costa Rica d'octobre 2005.

### Représentation en Afrique
Le 23 mai 2008, la sélection régionale de la Guadeloupe a rencontré l’Union sportive de Gorée (victoire de Gorée 4-1), au Sénégal, à l'initiative de "la Ligue Guadeloupéenne de Football" et de l'association "Au-Delà des Mers", devenant la première équipe caribéenne à se déplacer en Afrique dans le cadre d’un match de gala.

## Résultats

### Parcours en Gold Cup
| Année | Position    |      | Année             | Position |                   | Année | Position |
| 1963  | Non inscrit | 1991 | Tour préliminaire | 2011     | 1er tour          |       |          |
| 1965  | Non inscrit | 1993 | Tour préliminaire | 2013     | Tour préliminaire |       |          |
| 1967  | Non inscrit | 1996 | Tour préliminaire | 2015     | Tour préliminaire |       |          |
| 1969  | Non inscrit | 1998 | Non inscrit       | 2017     | Tour préliminaire |       |          |
| 1971  | Non inscrit | 2000 | Tour préliminaire | 2019     | Tour préliminaire |       |          |
| 1973  | Non inscrit | 2002 | Tour préliminaire | 2021     | 1er tour          |       |          |
| 1977  | Non inscrit | 2003 | Tour préliminaire | 2023     | 1er tour          |       |          |
| 1981  | Non inscrit | 2005 | Tour préliminaire | 2025     | 1er tour          |       |          |
| 1985  | Non inscrit | 2007 | Demi-finale       |          |                   |       |          |
| 1989  | Non inscrit | 2009 | Quarts de finale  |          |                   |       |          |

### Parcours en Ligue des nations
| Édition   | Ligue | Phase de groupes | Phase de groupes | Phase de groupes | Phase de groupes | Phase de groupes | Phase de groupes | Phase de groupes | Phase finale | Phase finale | Phase finale | Phase finale | Phase finale | Phase finale | Phase finale | Phase finale |
| Édition   | Ligue | Class.           | M                | V                | N                | D                | BM               | BE               | Pays hôte    | Résultat     | M            | V            | N            | D            | BM           | BE           |
| --------- | ----- | ---------------- | ---------------- | ---------------- | ---------------- | ---------------- | ---------------- | ---------------- | ------------ | ------------ | ------------ | ------------ | ------------ | ------------ | ------------ | ------------ |
| 2019-2020 | C     | 1/3              | 4                | 4                | 0                | 0                | 20               | 2                | 2020         | Inéligible   | Inéligible   | Inéligible   | Inéligible   | Inéligible   | Inéligible   | Inéligible   |
| 2022-2023 | B     | 2/4              | 6                | 3                | 0                | 3                | 5                | 5                | 2023         | Inéligible   | Inéligible   | Inéligible   | Inéligible   | Inéligible   | Inéligible   | Inéligible   |
| 2023-2024 | B     | 1/4              | 6                | 5                | 0                | 1                | 16               | 3                | 2024         | Inéligible   | Inéligible   | Inéligible   | Inéligible   | Inéligible   | Inéligible   | Inéligible   |
| 2024-2025 | A     | 5/6              | 4                | 1                | 1                | 2                | 1                | 4                | 2025         | Non qualifié | Non qualifié | Non qualifié | Non qualifié | Non qualifié | Non qualifié | Non qualifié |
| 2026-2027 | B     | /4               | 0                | 0                | 0                | 0                | 0                | 0                | 2027         | Inéligible   | Inéligible   | Inéligible   | Inéligible   | Inéligible   | Inéligible   | Inéligible   |
| Total     | Total | Total            | 20               | 13               | 1                | 6                | 42               | 14               | Total        | Total        | 0            | 0            | 0            | 0            | 0            | 0            |

### Coupe caribéenne des nations (1978-2017)
- 1978 : 2e tour préliminaire
- 1979 : 1er tour préliminaire
- 1981 : 3e place
- 1983 : Tour préliminaire
- 1985 : 3e place
- 1988 : 4e place
- 1989 : 1er tour
- 1990 : Tour préliminaire
- 1991 : Tour préliminaire
- 1992 : 1er tour
- 1993 : Tour préliminaire
- 1994 : 3e place
- 1995 : Tour préliminaire
- 1996 : Non inscrit
- 1997 : Non inscrit
- 1998 : Tour préliminaire
- 1999 : 1er tour
- 2001 : Tour préliminaire
- 2005 : Tour préliminaire
- 2007 : 4e place
- 2008 : 3e place
- 2010 : Finaliste
- 2012 : 2d tour préliminaire
- 2014 : 2d tour préliminaire
- 2017 : 2e tour préliminaire

### Coupe de l'Outre-Mer (2008-2012)
- 2008 : 3e place
- 2010 : 3e place
- 2012 : 3e place

### Palmarès
- Coupe Caribéenne (1) :
  - Vainqueur : 1948[14]
  - Finaliste : 2010

- Gold Cup :
  - Demi-finaliste : 2007

## Joueurs

### Principaux joueurs (tous les temps)
- Jocelyn Angloma
- Richard Socrier
- David Sommeil

## Sélectionneurs

### Staff actuel
Depuis décembre 2017
- Sélectionneur sélection A : Jocelyn Angloma
- Sélectionneurs adjoints :
- Entraîneur des gardiens :

### Liste des sélectionneurs
| Nom             | Dates         |
| --------------- | ------------- |
| Roger Salnot    | 2001-2011     |
| Steve Bizasène  | 2011-2014     |
| Gérard Andy     | 2015-2017     |
| Jocelyn Angloma | 2017-En cours |